# Maria Friederike Rösler
Maria Friederike Rösler (geb. Märklin; * 6. September 1819 in Balingen; † 28. September 1880 in Stuttgart) war die  Begründerin der Rösler-Stiftung.

## Leben
Maria Friederike Rösler wurde am 6. September 1819 als Tochter des Balinger Apothekers Gottlieb Friedrich Märklin geboren. Sie ehelichte den Armenarzt Friedrich Rösler aus Brackenheim, der wie Friederikes Vetter Georg Herwegh zu den Revolutionären von 1848 gehörte und wegen seiner demokratischen Gesinnung 1851 auf dem Hohenasperg inhaftiert wurde. Während eines Strafurlaubs gelang ihm vermutlich mit Hilfe des Endingers Pfarrers und Landtagsabgeordneten Franz Hopf die Flucht. Er emigrierte mit seiner Frau in die Vereinigten Staaten. In New York gelangte das Ehepaar zu Ansehen und Reichtum. Nach Röslers Tod kehrte Friederike nach Stuttgart zurück, wo sie ein bescheidenes Leben führte. Sie starb am 28. September 1880 und stattete testamentarisch die nach ihr benannte Stiftung aus. Aus Dankbarkeit errichtete die Stadt Balingen 1882 auf dem Friedhof zum Andenken an die Stifterin das Röslerdenkmal, einen Obelisken aus Sandstein mit Verzierung und Inschrift.

## Bedeutung

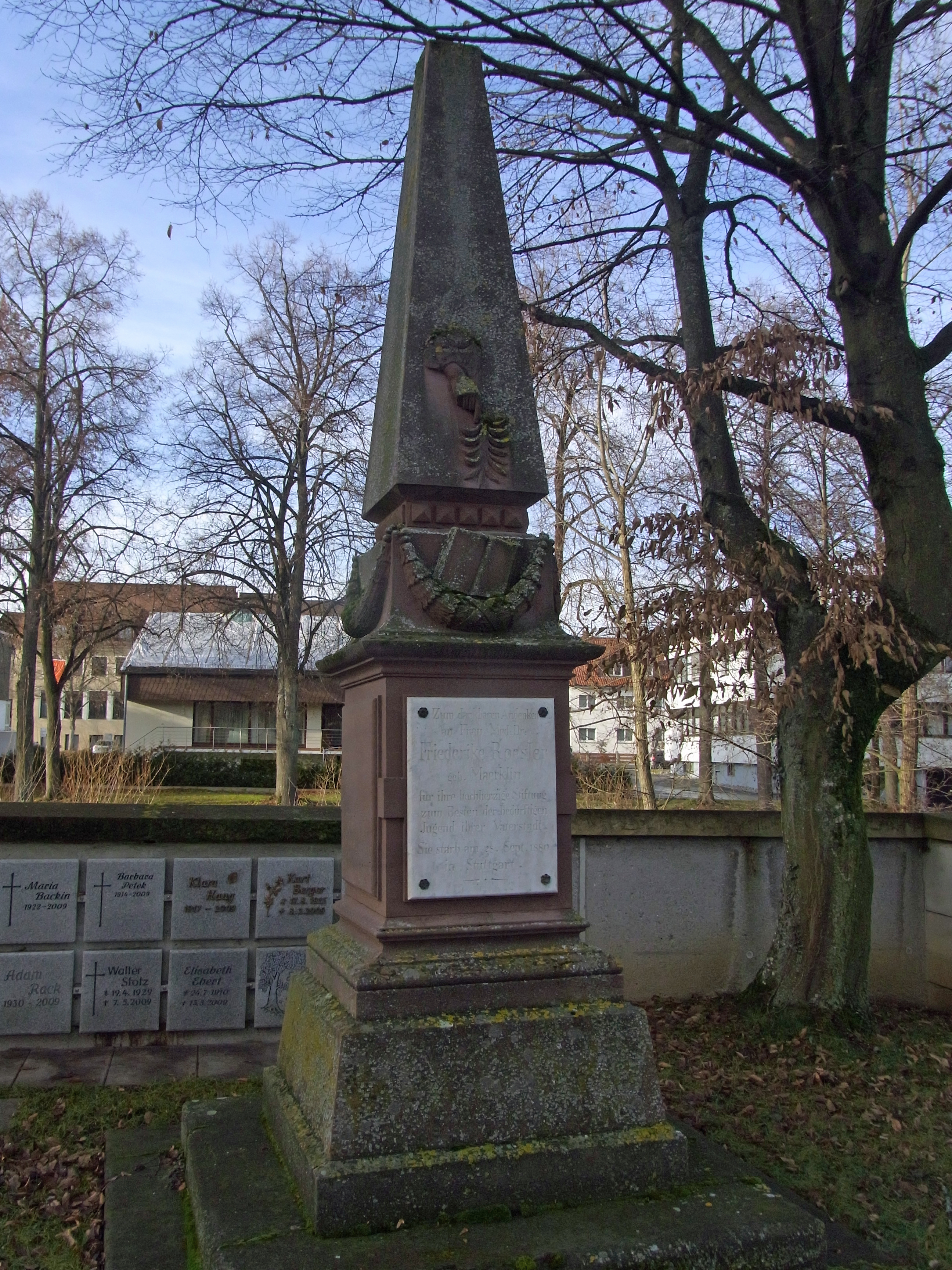
Röslerdenkmal auf dem Balinger Friedhof (1882)

Friederike Rösler stattete testamentarisch eine nach ihr benannte Stiftung zur Erziehung und Ausbildung von Konfirmanden in ihrer Heimatstadt mit 140 000 Goldmark aus. Wenige Jahre später ging aus ihr die sogenannte Rösler’sche Frauenarbeitsschule in Balingen hervor, die so großen Anklang fand, dass bis 1898 ein eigenes Gebäude fertiggestellt und feierlich eröffnet wurde. Die Ausbildung umfasste „weibliche Handarbeiten“, die nicht nur den Bedürfnissen der Familie, sondern auch der Erwerbsfähigkeit dienen sollte. 1917/18 trat Buchführung, Aufsatz und Rechnen als „wissenschaftlicher Unterricht“ hinzu. Trotz struktureller Veränderungen blieb die Frauenarbeitsschule bis 1971 bestehen. Durch Inflation und Währungsreform verringerte sich das Kapital der Rösler-Stiftung, so dass der Gemeinderat 1981 ihre Auflösung beschloss.

## Ehrungen
- 1882: Röslerdenkmal auf dem Balinger Friedhof
- Die Röslerstraße in Balingen wurde nach ihr benannt[1]
- Bis 2004 war die Hauswirtschaftliche Schule in Balingen nach ihr benannt[1], anschließend wurde die Schule nach Ebingen verlegt